# فری‌لاند
فری‌لاند (به هلندی: Vreeland) یک منطقهٔ مسکونی در هلند است که در استیختسه فخت واقع شده‌است. فری‌لاند ۱٬۵۳۰ نفر جمعیت دارد.